# Cathleen Tschirch
Cathleen Tschirch, nemška atletinja, * 23. julij 1979, Dresden, Vzhodna Nemčija.
Nastopila je na poletnih olimpijskih igrah leta 2008 in dosegla peto mesto v štafeti 4x100 m. Na svetovnih prvenstvih je v isti disciplini leta 2009 osvojila bronasto medaljo.